# Carlo Albertini
Carlo Albertini (Mantova?, XIV secolo – Mantova, 1437?) è stato un nobile italiano, consigliere di Gianfrancesco Gonzaga, signore di Mantova.

## Biografia
Discendente della nobile famiglia comitale Albertini di Prato, Carlo nacque probabilmente a Mantova, essendo il padre Francesco consigliere di Gianfrancesco Gonzaga, signore di Mantova.
Carlo venne chiamato a corte da Carlo I Malatesta, che svolgeva l'incarico di tutore del giovane Gianfrancesco assieme alla Serenissima. Fu nominato consigliere del sovrano e dal 1409 al 1410 lo sostituì nel governo dello Stato. Ricevette nel 1412 da Gianfrancesco numerosi possedimenti, tra i quali i feudi di Mariana, Dosolo e il castello di Piubega. Accusato di complottare contro il Gonzaga per il possesso dello Stato, il 26 marzo 1414 venne arrestato assieme ai fratelli Stefano, Ludovico e Francesco, spogliato di tutti i suoi beni e, dopo un processo sommario, fu incarcerato. La famiglia fu quindi allontanata dalla città.
Non del tutto estranea alla vicenda fu la moglie di Gianfrancesco, Paola Malatesta che, temendo di essere uccisa assieme al marito, pare abbia ordito una trama con i nemici del conte di Prato per defenestrarlo.